# Dendrobium constrictum
Dendrobium constrictum är en orkidéart som beskrevs av Johannes Jacobus Smith. Dendrobium constrictum ingår i släktet Dendrobium, och familjen orkidéer. Inga underarter finns listade i Catalogue of Life.